# Décès en 1072
Décès
- 1068
- 1069
- 1070
- 1071
- 1072
- 1073
- 1074
- 1075
- 1076

Cette page dresse une liste de personnalités mortes au cours de l'année 1072 :

## Jour connu
- 1er février : Lý Thánh Tông, troisième empereur de la dynastie Lý du Viêt Nam.
- 7 février : Diarmait mac Mail na mBo, roi de Leinster et haut-roi d'Irlande avec opposition.
- 10 février : Leofric, évêque d'Exeter[1].
- 21 ou 22 février : Stigand, archevêque de Cantorbéry[2].
- 23 février :  Pierre Damien, évêque d'Ostie, docteur de l'Église.
- 16 mars : Adalbert, archevêque de Brême et de Hambourg.
- 28 mars : Ordulf, duc de Saxe.
- 4 août : Romain IV Diogène, empereur byzantin.
- 22 septembre : Ouyang Xiu, historien et poète chinois.
- 7 octobre : Sanche II « le Fort », roi de Castille.
- 15 octobre : Æthelric, évêque de Durham[3].
- 13 novembre : Adalbéron III, évêque de Metz.
- 24 novembre : Bagrat IV, roi de Géorgie.
- 15 décembre : Alp Arslan, deuxième sultan de la dynastie seldjoukide.

## Jour inconnu
- Aubri, seigneur de Montoire.
- Azraqi (en), poète persan.
- Egino (en), évêque de Dalby.
- Havoise, duchesse de Bretagne.
- Honorius II, évêque de Parme puis antipape.
- Jean Ier (en), évêque de Wroclaw.
- Maredudd ap Owain ap Edwin, prince de Deheubarth.
- Othon Ier, comte de Scheyern.
- Qatran Tabrizi, poète persan.
- Serlon II de Hauteville, chevalier normand.
- Assadi Toussi, poète iranien.
- Georgi Voyteh (en), aristocrate bulgare.

## Année incertaine (vers 1072)
- Otloh, moine bénédictin de l'abbaye Saint-Emmeran de Ratisbonne.

## Crédit d'auteurs
- Cet article est partiellement ou en totalité issu de l'article intitulé « 1072 » (voir la liste des auteurs).